# Мотко (озеро)
Мотко — озеро на территории Лендерского сельского поселения Муезерского района Республики Карелия.
Площадь озера — 23,4 км², площадь бассейна — 248 км². Располагается на высоте 195,2 метра над уровнем моря.
Форма озера лопастная, продолговатая, оно вытянуто с юго-востока на северо-запад. Берега озера сильно изрезанные, каменисто-песчаные, частично заболоченные.
С севера в озеро втекает река Марья, приносящая воды из озера Супеярви и других более маленьких озёр.
Из юго-восточной оконечности вытекает река Мотко, впадающая в Суну.
В двух километрах к юго-востоку от Мотко расположено озеро Соймиярви.
В озере расположены не менее десяти островов, однако их количество может варьироваться в зависимости от уровня воды. Общая площадь островов — 0,52 км².
В озере водятся: сиг, ряпушка, плотва, окунь, корюшка, щука, язь, лещ, налим.
Код водного объекта в государственном водном реестре — 01040100211102000017562.